# Рене Монтойя
Рене Монтойя (англ. Renee Montoya), она же Вопрос (англ. Question) — супергероиня вселенной DC Comics, первоначально созданная для мультсериала «Бэтмен» 1992 года, но совершившая дебют в комиксах до выхода в эфир мультсериала.

## История создания
Пол Дини хотел добавить немного разнообразия в состав персонажей мультсериала «Бэтмен», поэтому придумал полицейскую. Но мультсериал был выпущен только после того, как все серии были сняты. Поэтому вскоре после создания первой серии авторы комиксов DC узнали о новом интересном персонаже и, с разрешения создателей мультсериала, ввели его в комиксы.
Первоначальная концепция описывает Монтойю как вдову полицейского, после убийства которого она пошла работать в полицию. Кроме того она представлена как активная волонтёрка Римско-католической церкви. Но эта информация никогда не использовалась.

## Вне комиксов
Кино
Персонаж появляется в фильме «Хищные птицы» 2020 года. По сюжету Рене Монтойя - детектив полиции, которая раскрывает сложные дела, но коллеги-мужчины не воспринимают её всерьез и обходят по службе. В фильме героиню временно отстраняют от службы, она начинает действовать самостоятельно - и в результате решает уйти из полиции насовсем и стать участницей женского отряда справедливости. Роль исполняет Рози Перес  .

### Телевидение
Рене Монтойя является второстепенным персонажем мультсериалов «Бэтмен» и «Новые приключения Бэтмена». Она вместе с комиссаром Гордоном часто показывается более терпимой и открытой к супергероям в противовес агрессивному Харви Буллоку. В первом сезоне её озвучивала Ингрид Олиу, во втором — Лиан Шимер.
Виктория Картагена смогла воплотить эту роль в телесериале «Готэм». В сериале Рене представлена лесбиянкой. Также она работает с Криспусом Алленом, в будущем, одним из носителей Спектра. Сериал не входит во "Вселенную стрелы" и является отдельным проектом-приквелом истории о Бэтмене.
В 2021 году Виктория Картагена повторила роль Рене Монтойи - бывшей полицейской GCPD, уволившейся из-за коррупции внутри департамента, в 3 сезоне сериала "Бэтвумэн", но ее персонаж не связан с ее предыдущим появлением в т\с "Готэм". В данном проекте она, как и другие главные герои сериала, является представителем ЛГБТК-сообщества. Вместе с Бэтвумэн и ее противницей Алисой Рене Монтойя помогает очищать улицы Готэма от новых версий старых злодеев, чьи артефакты были утеряны из бэт-пещеры.

### Веб-сериал
Рене Монтойя — персонаж в интернет-сериале «Девушки Готэма», озвучена Адриенн Барбо.

### Игры
- Рене Монтойя появляется в короткой сцене в «Batman: Dark Tomorrow» для Gamecube и Xbox.
- Является немаловажным персонажем в игре «Batman The Telltale Series».
- Появляется как Вопрос в «DC Universe Online».
- Рене Монтойя в образе полицейского появляется в качестве второстепенного персонажа в Gotham Knights.

### Радио
Героиня появилась в радио-адаптации сюжета «Падение рыцаря» 1994 года. Ей роль исполнила Лорелей Кинг.

## Критика и отзывы
Героиня получила 80-е место в списке 200 величайших персонажей комиксов всех времён по версии журнала Wizard
И 87 в списке 100 лучших героев комиксов по версии IGN.